# Феррери, Джузи
Джу́зи Ферре́ри (итал. Giusy Ferreri; род. 17 апреля 1979, Палермо) — итальянская певица
. Обладательница нескольких итальянских национальных музыкальных премий. Первый альбом исполнительницы, формата EP Non Ti Scordar Mai Di Me выпущенный в июне 2008 года, по результатам продаж в Италии стал мультиплатиновым. В октябре 2008 года певица выпустила свой первый полноформатный альбом Gaetana на лейбле Sony BMG. За месяц было продано более 80 000 экземпляров, а сингл «Novembre» на протяжении пяти недель возглавляет главный итальянский музыкальный чарт FIMI.